# Lijst van personen uit Bilthoven
Deze lijst van personen uit Bilthoven bevat mensen die geboren, woonachtig geweest of gestorven zijn in Bilthoven (gemeente De Bilt).

## Geboren in Bilthoven

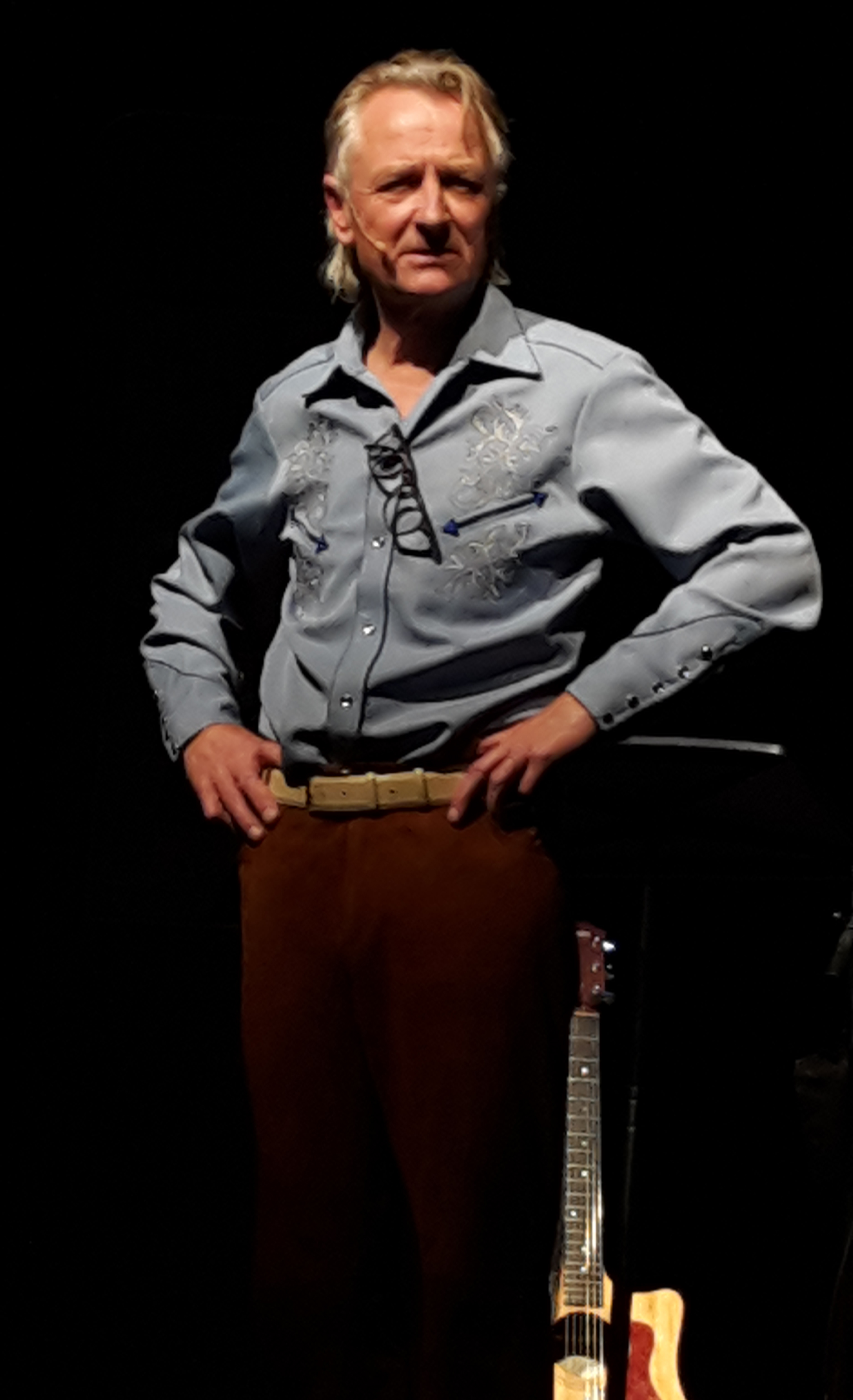
Jeroen van Merwijk, geboren in 1955

- Auke Pattist (1920-2001), oorlogsmisdadiger
- Auke Bloembergen (1927-2016), jurist
- Peter Hoefnagels (1927-2011), psycholoog en politicus
- Freddie Hooghiemstra (1931-1990), hockeyspeler
- Hans Ebeling Koning (1931-2023), kunstschilder, tekenaar en graficus
- Werner Herbers (1940-2023), hoboïst en dirigent
- Machteld Versnel-Schmitz (1940-2019), politica
- Huberte Vriesendorp (1940), (kinderboeken)vertaalster
- Rogier van Otterloo (1941-1988), componist en dirigent
- Boudewijn Henny (1943-2017), ondernemer en crimineel
- Madelon Vriesendorp (1945), beeldend kunstenares
- Frederik de Groot (1946), acteur
- Jeroen van Merwijk (1955-2021), cabaretier, schilder en liedjesschrijver
- Haye van der Heyden (1957), kinderboeken- en scenarioschrijver
- Corrie van Brenk (1960), vakbondsbestuurder en politica
- Marie-José Wessels (ca. 1960), beeldhouwster
- Marjet van Zuijlen (1967), politica
- Cathelijne Broers (1968), museumdirecteur
- Bastiaan Poortenaar (1968-2024), hockeyinternational
- Richard Hallebeek (1969), jazz-/fusiongitarist
- Edwin de Kruyff (1970), voetballer
- Ferdi Vierklau (1973), voetballer
- Jan-Willem Roodbeen (1977), radiopresentator
- Hanneke de Zoete (1981), kinderboekenschrijfster
- Diederik Jekel (1984), wetenschapscommunicator

## Woonachtig geweest
- Willem Aantjes, politicus
- Nico Bloembergen, hoogleraar natuurkunde
- Kees Boeke, onderwijsvernieuwer
- Jan Boon, beeldend kunstenaar
- Els Borst, minister en hoogleraar
- Harriët Freezer, pseudoniem van Wilhelmina (Miep) Eybergen, schrijfster en feministe
- Ida Gerhardt, dichteres
- Dési von Halban, zangeres
- Karl Friedrich Hein (1867-1945), industrieel en mecenas
- Mickey Huibregtsen, bestuurslid organisatieadviesbureau McKinsey en voorzitter van sportkoepel NOC*NSF
- Piet Jungblut, kunstschilder
- Willem Jan Kruys vice-admiraal, directeur-generaal Rijksluchtvaartdienst
- Martinus Langeveld, hoogleraar pedagogiek
- Rut Matthijsen, verzetsstrijder
- Gilles Quispel, hoogleraar kerkgeschiedenis, gnostiek
- Frants Röntgen, architect
- Julius Röntgen, dirigent en componist
- Henk Stam, componist en pianist
- Miriam Sterman, surinamiste
- Joop van der Ven, hoogleraar rechtsfilosofie en arbeidsrecht
- Simon Vestdijk, schrijver
- Anthonie Wattel, hoogleraar

## Overleden

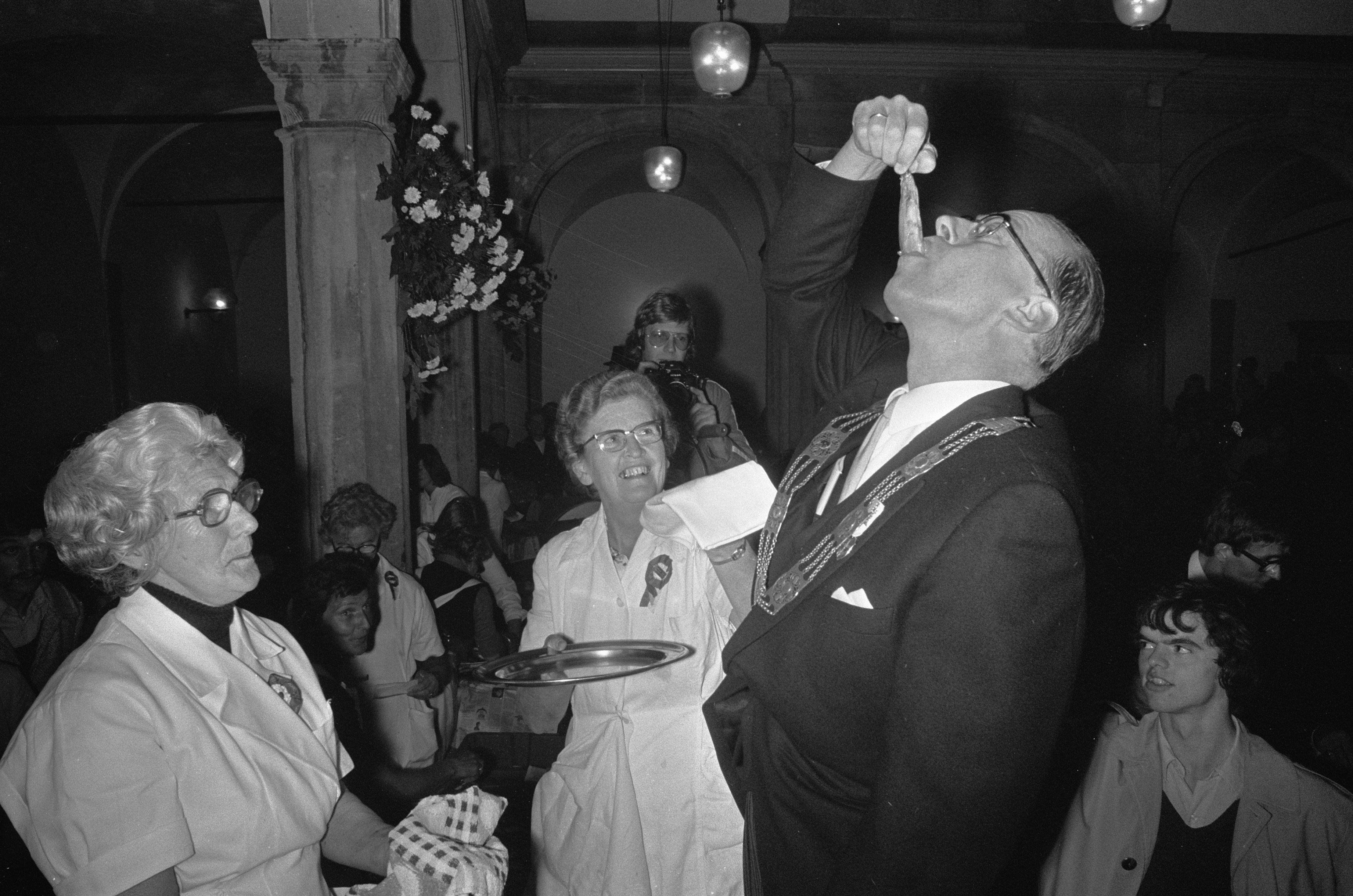
vis etende Aat Vis overleed in 2010

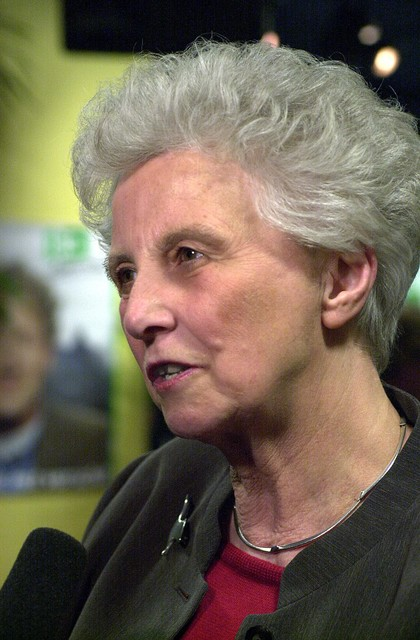
de in 2014 vermoorde Els Borst

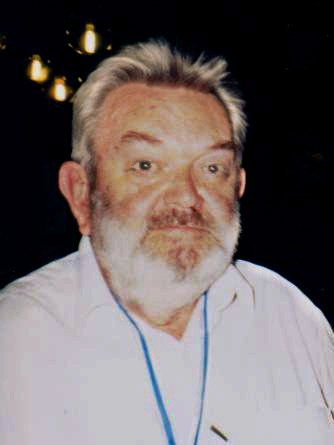
Martinus Veltman overleed in 2021

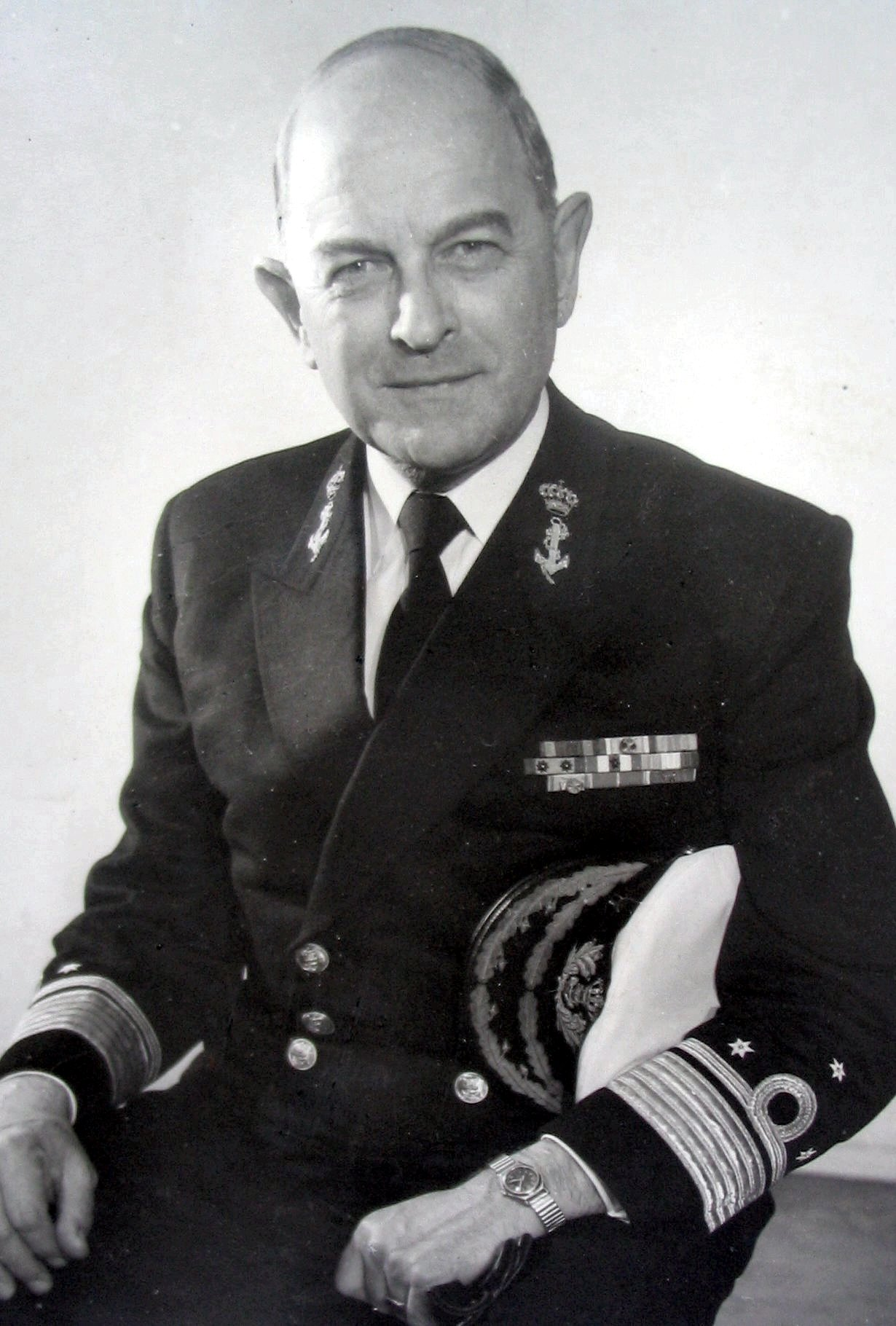
Willem Jan Kruys, vice-admiraal en directeur-generaal Rijksluchtvaartdienst overleed in 1985

- Jacob Nicolaas van Hall (1918), letterkundige en politicus
- Willem Caspar de Jonge (1925), politicus
- Antonius van den Broek (1926), natuurkundige
- Evert Cornelis (1931), dirigent
- Agatha Snellen (1948), pedagoge, schooldirectrice en schrijfster
- Jacob Clay (1955), hoogleraar natuurkunde en filosoof
- Jan Willem Hendrik Rutgers van Rozenburg (1874-1956), politicus
- Wander de Haas (1960), hoogleraar natuurkunde
- Johannes Hermanus van Dijk (1965), gymnastiekleraar en trainer
- Willem Hupkes (1965), president-directeur van de Nederlandse Spoorwegen
- G.H. 's-Gravesande, pseudoniem van Goverdus Henricus Pannekoek (1965), dichter en literair criticus
- Joan Walrave van Haersolte van Haerst (1967), NSB-politicus
- Willem Nieuwenkamp (1979), hoogleraar geologie
- Eddie Stijkel (1982), econoom en staatssecretaris
- Joseph Lanjouw (1984), hoogleraar plantkunde
- Willem Jan Kruys (1985), vice-admiraal, directeur-generaal Rijksluchtvaartdienst
- Rogier van Otterloo (1988), componist en dirigent
- Cornelis Alkemade (1989), hoogleraar natuurkunde
- Walter Maas (1992), promotor van eigentijdse klassieke muziek, naamgever van het Walter Maas Huis
- Adriaan de Vooys (1993), hoogleraar sociale geografie
- Andries Hartsuiker (1993), musicus en schilder
- Jo Schouwenaar-Franssen (1995), politica en minister
- Piet Vermeulen (1996), kunstschilder
- Dési von Halban (1996), Oostenrijks zangeres, weduwe van Jacques Goudstikker
- W.L. Brugsma (1997), journalist
- Koos Verdam (1998), jurist, minister en commissaris van de Koningin in Utrecht
- Sjoerd Groenman (2000), hoogleraar sociologie
- Carel Johannes Anthonius Koning (2000), jurist, staatsraad in buitengewone dienst
- Hugo Willibrord Bloemers (2001), commissaris van de Koningin in Gelderland
- Piet Pijn (2002), beeldend kunstenaar
- Joop Smits (2003), televisieomroeper
- Hellema, pseudoniem van Alexander Bernard (Lex) van Praag (2005), schrijver en verzetsstrijder
- Ted Elsendoorn (2006), voorzitter van FC Utrecht
- Annemiek Padt-Jansen (2007), harpiste en politica
- Jo Dalmolen (2008), atlete
- Marcus Willem Heslinga (2009), hoogleraar geografie
- Wil Huygen (2009), auteur van boeken over kabouters
- Mellie Uyldert (2009), astroloog en alternatief genezeres
- Jacob Kistemaker (2010), natuurkundige
- Aat Vis (2010), politicus
- Chris de Beet, (2011), antropoloog en surinamist
- Henk Vroom (2014), hoogleraar VU (godsdienstfilosofie)
- Els Borst (2014), minister van staat
- Anthonie Wattel (2015), econoom en politicus
- Koen Everink (2016), ondernemer
- Letty Kosterman (2017), presentatrice en schrijfster
- Christiane Berkvens-Stevelinck (2017), theologe
- Tine van Waning (2017), kunstenares
- Hermann von der Dunk (2018), historicus, hoogleraar
- Bert Eikelboom (2018), hoogleraar, vaatchirurg
- Ina Isings (2018), hoogleraar in de klassieke archeologie
- Frans Andriessen (2019), minister van Financiën
- Mies Hagens (2019), actrice en honderdplusser
- K.W. Kruijswijk (2019), damhistoricus, problemist, dammer
- Bill Froberg (2020), Amerikaans honkballer en honkbalcoach
- Miriam Sterman (2020), antropoloog, surinamist
- Martinus Veltman (2021), natuurkundige
- Vincent Brümmer (2021), Zuid-Afrikaans theoloog en filosoof
- Mickey Huibregtsen (2022), topmanager en sportbestuurder

Alkmaar · 
Almelo ·
Almere · 
Alphen-Chaam · 
Alphen aan den Rijn ·
Amersfoort · 
Amstelveen · 
Amsterdam · 
Apeldoorn · 
Arnhem · 
Assen ·
Baarn · 
Bergen op Zoom · 
Bilthoven · 
Bolsward · 
Boxtel · 
Breda · 
Bredevoort · 
Brunssum · 
Bussum · 
Delft ·
Den Haag ·
Den Helder · 
Deurne · 
Deventer · 
Doetinchem ·
Dokkum · 
Dordrecht · 
Drachten · 
Ede · 
Eindhoven · 
Emmen · 
Enschede · 
Franeker · 
Geleen · 
Gouda · 
Groenlo ·
Groningen · 
Haarlem · 
Harlingen ·  
Heemstede · 
Heerenveen · 
Heerlen · 
Helmond · 
Hengelo · 
's-Hertogenbosch · 
Hilversum · 
Hoogeveen · 
Hoorn · 
Horst ·
Kampen · 
Kerkrade · 
Leerdam · 
Leeuwarden · 
Leiden · 
Lelystad · 
Maastricht · 
Meppel ·  
Middelburg  ·
Nijkerk · 
Nijmegen · 
Oldenzaal · 
Ommen · 
Oss · 
Rijswijk (Zuid-Holland) · 
Roosendaal · 
Rotterdam · 
Schiedam · 
Sittard · 
Sittard-Geleen · 
Sneek · 
Soest · 
Stadskanaal · 
Tegelen · 
Tiel · 
Tilburg · 
Urk · 
Utrecht · 
Veenendaal · 
Veghel · 
Venlo · 
Venray · 
Vlaardingen · 
Vlissingen · 
Wageningen · 
Warnsveld · 
Weert · 
Winschoten · 
Woerden · 
Zeist · 
Zierikzee · 
Zoetermeer · 
Zutphen · 
Zwolle